# Biobarro
Bio-barro ou bio-argila (em inglês: Bio-Clay) é um agente de controle de proteção de plantas feito de nano-folhas de argila para aplicação tópica contínua de RNA de silenciamento (RNAi) contra vírus, pragas de insetos e doenças de crescimento em plantas que utilizam os mecanismos de defesa da planta para proteger a cultura.

## Aplicações
Especialistas da Austrália desenvolveram tecnologia de bioargila de RNA de fita dupla para proteger as plantações da mosca branca, uma das pragas agrícolas mais perigosas do mundo. Esta tecnologia pode se tornar uma alternativa ecologicamente correta aos pesticidas tradicionais.